# William Serle
William Serle (Edinburgh, Schotland, Verenigd Koninkrijk, juli 1912  -  Ratho bij Edinburgh, 7 oktober 1992) was een Schotse ornitholoog, arts en predikant in de Kerk van Schotland.
Hij werkte als arts in Britse koloniale dienst in West-Afrika. Vanaf zijn jeugd was hij een verwoed vogelkenner. In Afrika verzamelde hij specimens van vogels en publiceerde daarover in ornithologische tijdschriften, Hij ging later theologie studeren en werd dominee in Schotland.

## Biografie
William Serle was de zoon van een dominee. Zijn vader was zeer geïnteresseerd in vogels en lid van de British Ornithologists' Union. William zat tussen 1918 en 1930 op het George Watson's Boys' College. In die tijd kreeg hij ook interesse in de ornithologie. Toen hij 18 was verscheen zijn eerste artikel over vogels in de Scottish Naturalist. In 1930 ging hij naar de Universiteit van Edinburgh waar hij in 1935 zijn artsexamen haalde. Hij kreeg een baan als arts binnen de koloniale dienst en vertrok in 1937 naar Nigeria. De daarop volgende 20 jaar woonde hij in Nigeria en Kameroen.
Tijdens de Tweede Wereldoorlog trad hij toe tot het West African Field Ambulance Corps en werkte onder oorlogsomstandigheden in India en Birma. Hij verwierf voor dit werk de Orde van het Britse Rijk.
In 1956 trouwde hij met Sheila Lawrie. In 1957 keerde hij terug naar Schotland en studeerde aan de Universiteit van Edinburgh voor predikant. Hij werd in 1959 dominee van de kerk in Drumoak bij Aberdeen. Midden jaren 1980 ging hij om gezondheidsreden met pensioen en woonde verder in Ratho bij Edinburgh, waar hij in 1992 overleed. Het echtpaar had vijf dochters en een zoon.

## Zijn nalatenschap
Hij publiceerde in totaal 65 wetenschappelijke artikelen of boeken over ornithologie, de meeste gingen over vogels in Afrika. Zijn meest bekende boek is A field-guide to the birds of West Africa, eerste druk uit 1977 met illustraties door Wolfgang Hartwig en co-auteur Gérard J Morel.
Hij is de soortauteur van Serles bergtimalia (Kupeornis gilberti) en Serles bosklauwier (Chlorophoneus kupeensis). De Amerikaanse ornitholoog James Chapin heeft een ondersoort van Xaviers loofbuulbuul (Phyllastrephus xavieri serlei) als eerbetoon naar hem vernoemd. 
Verder liet hij een grote collectie balgen, nesten en vogeleieren na aan diverse musea waaronder het Walter Rothschild Zoological Museum in Tring (deel van het Natural History Museum).